# Matemàtica recreativa
La matemàtica recreativa és un terme ampli que inclou els trencaclosques matemàtics i els jocs matemàtics.
No tots els problemes en el camp de la matemàtica recreativa requereixen un coneixement de la matemàtica avançada i, per tant, la matemàtica recreativa sovint atrau la curiositat dels no matemàtics i inspira el posterior estudi de la matemàtica.

## Temes
Aquest gènere de la matemàtica inclou els trencaclosques lògics i altres puzzles que requereixen un raonament deductiu, l'estètica de les matemàtiques i peculiars o fascinants històries i coincidències sobre les matemàtiques i els matemàtics. Alguns dels temes més ben coneguts en la matemàtica recreativa són els quadrats màgics i els fractals.

### Jocs matemàtics
Els jocs matemàtics són jocs de múltiples jugadors les regles dels quals són estratègies i solucions que poden ser explicades i estudiades per la matemàtica. Per exemple, els jocs de mancala són un tipus de joc matemàtic, perquè els matemàtics poden estudiar-lo usant la teoria combinatòria del joc, encara que no calgui la matemàtica per jugar-hi.

### Trenclaclosques matemàtics
Els puzzles matemàtics requereixen la matemàtica per tal de resoldre'ls, i tenen regles específiques però normalment no impliquen competició entre dos o més jugadors.

### Altres
Altres curiositats i passatemps de matemàtiques no trivials són:
- Malabarisme (patrons de malabarisme).
- Origami (molts resultats matemàtics).
- Cat's cradle i altres del mateix tipus de jocs amb cordes.